# Kreuzotter
Die Kreuzotter (Vipera berus) ist eine kleine bis mittelgroße Giftschlange Eurasiens aus der Familie der Vipern (Viperidae). Sie besitzt von allen Vipern das größte und zugleich das nördlichste Verbreitungsgebiet, zudem ist sie die einzige Schlangenart, die auch nördlich des nördlichen Polarkreises zu finden ist.
Die Kreuzotter wurde von der Deutschen Gesellschaft für Herpetologie und Terrarienkunde (DGHT) zum Reptil des Jahres 2024 gekürt.

## Merkmale

### Maße und Gestalt

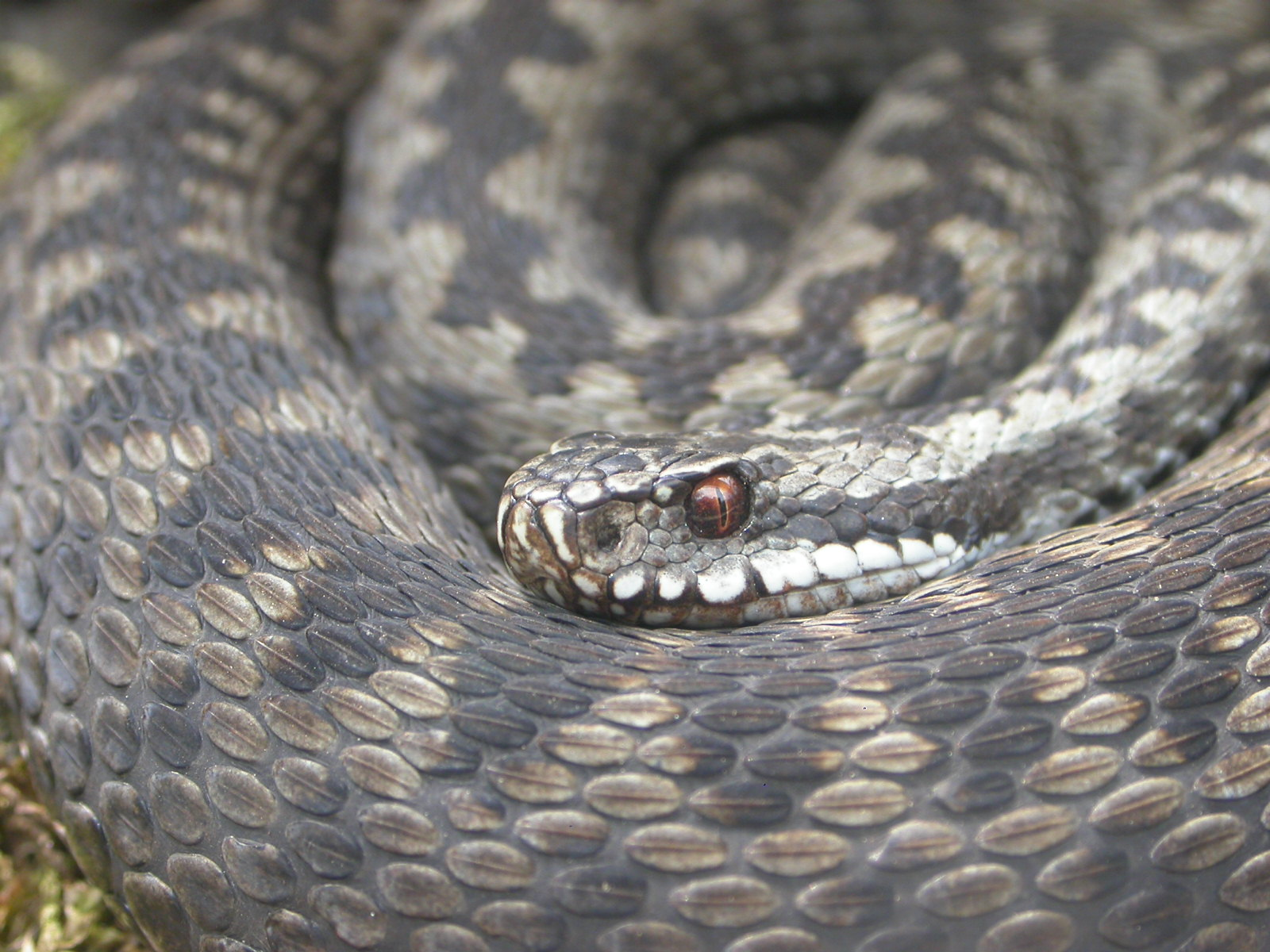
Nahaufnahme der Kreuzotter

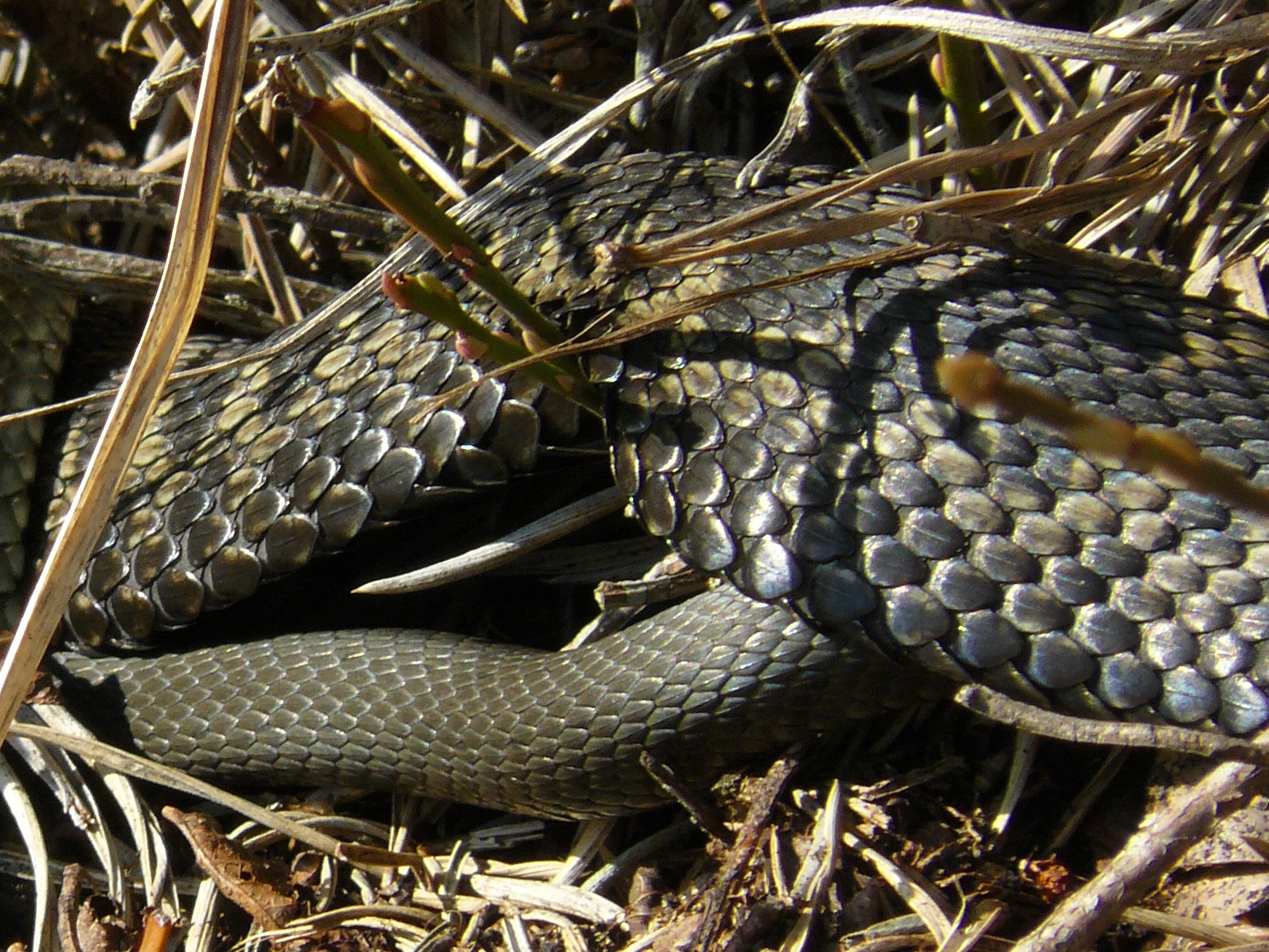
Kreuzotter (oben) und Ringelnatter beim Sonnenbad; die Kreuzotter verdoppelt ihre Oberfläche durch Rippenspreizung.

Die Kreuzotter erreicht eine Durchschnittslänge zwischen 50 und 70 Zentimetern, kann im Extremfall aber auch bis etwa 90 Zentimeter lang werden. Die größte in Deutschland gefundene Kreuzotter war ein Weibchen von 87 Zentimetern in Thüringen. Für das Gebiet der ehemaligen Sowjetunion sind 84 Zentimeter als maximale Größe dokumentiert, für England 73 Zentimeter. Die längsten Kreuzottern sind Berichten nach in Nordeuropa zu finden, mit einem Individuum aus Nordfinnland mit 94 und einem aus Mittelschweden mit 104 Zentimetern Länge; beide Fälle gelten allerdings als nicht zuverlässig bestätigt. Die Weibchen sind typischerweise deutlich länger als die Männchen, die eine Körperlänge von 60 Zentimetern in der Regel nicht überschreiten. Die Schwanzlänge ist dagegen bei den Männchen im Verhältnis zur Körperlänge größer als bei den Weibchen. Das Gewicht der Tiere beträgt im Durchschnitt 100 bis 200 Gramm mit Maximalwerten bis etwa 300 Gramm bei tragenden Weibchen.
Der Körper der Schlange ist gedrungen gebaut, der Kopf für eine Viper vergleichsweise wenig deutlich vom Körper abgesetzt. Die Schnauze ist vorn gerundet und geht in eine flache Kopfoberseite über, der Canthus rostralis ist ebenfalls abgerundet. Der Kopf ist von der Oberseite betrachtet oval und am Hinterkopf durch die Giftdrüsen leicht verbreitert. Als Anpassung an kühle Lebensräume ist sie in der Lage, ihren Körper durch aktives Abspreizen der Rippen zu verbreitern, um eine größere Fläche für die Wärmeaufnahme beim Sonnen zu bieten und so geringere Wärmestrahlungsmengen effektiver zu nutzen.

### Färbung

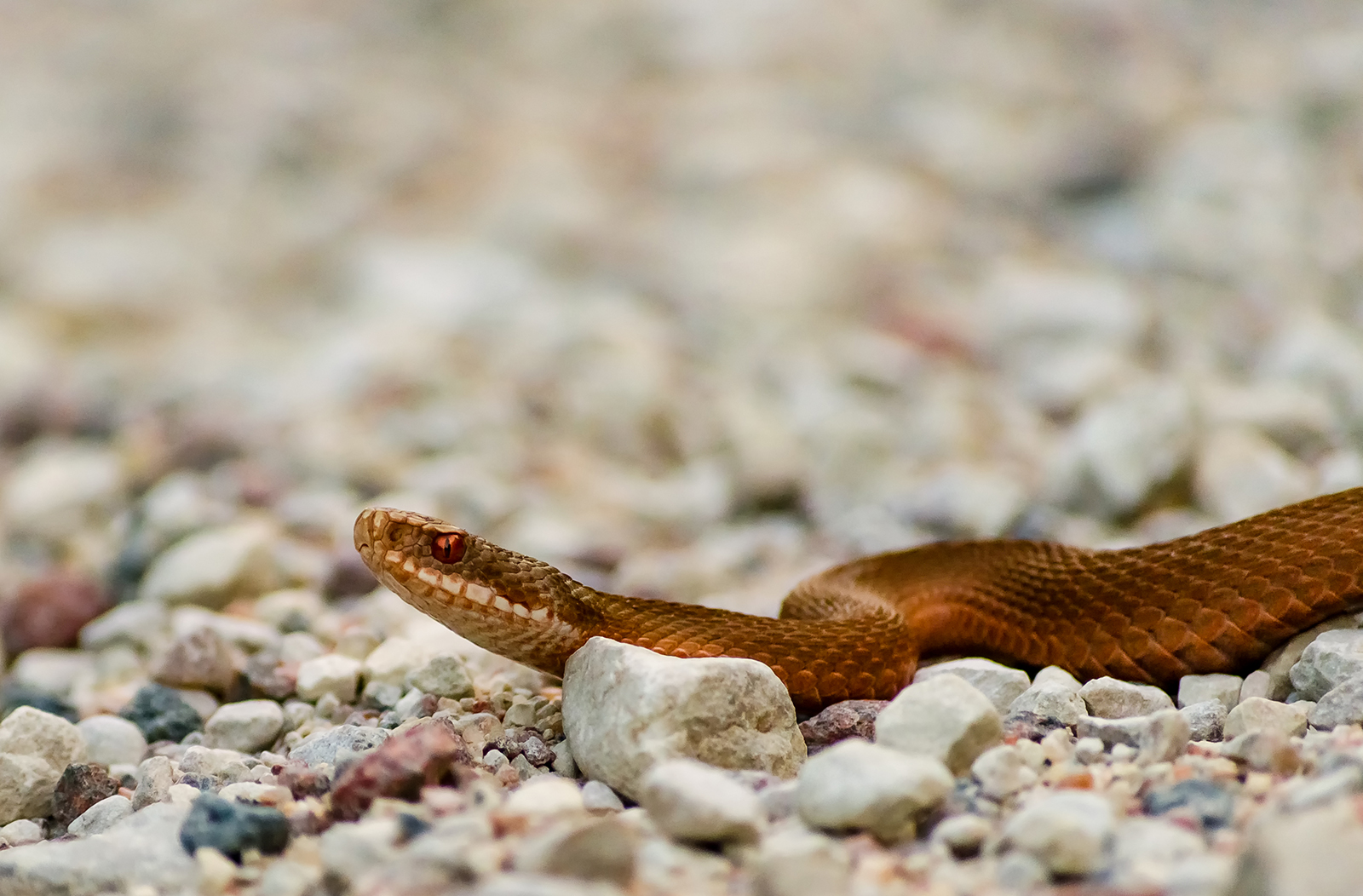
„Kupferotter“

Die Grundfärbung der Kreuzotter ist sehr variabel und reicht von silbergrau und gelb über hell- und dunkelgrau, braun, blau-grau, orange, rotbraun und kupferrot bis schwarz. Die Färbung ist innerhalb der Art sehr variabel, auch innerhalb derselben Population können unterschiedliche Färbungen auftauchen. In weiten Teilen des Verbreitungsgebietes weisen die Tiere einen sexuellen Dichromatismus auf. Männchen besitzen meist verschiedene Grautöne von weißgrau bis fast schwarz, zudem ist der Kontrast zwischen Grundfarbe und der Zeichnung bei ihnen meist stärker ausgeprägt als bei den Weibchen. Bei den Weibchen herrschen verschiedene Braun-, Rot- oder Beigetöne vor, und der Kontrast zwischen heller Grundfarbe und dunklem Zickzackband ist meist etwas geringer.
Das auffälligste Zeichnungsmerkmal ist ein dunkles Zickzack-Band auf dem Rücken. Ebenso wie die Grundfarbe kann auch die Rückenzeichnung sehr variabel ausgebildet sein. Die Variationen reichen von breit oder schmal ausgebildeten Zickzacklinien über Wellen- und Rautenbänder bis hin zu einzelnen Querbinden, wie sie vor allem bei der Unterart V. b. bosniensis ausgebildet sind. Vor allem in Österreich und Slowenien kommen zudem Populationen vor, die eine dunkle Grundfarbe mit heller oder hell umrandeter Zeichnung besitzen. An den Flanken befindet sich außerdem eine Reihe dunkler, runder Flecken. Nicht selten werden Schlingnattern fälschlicherweise für Kreuzottern gehalten.

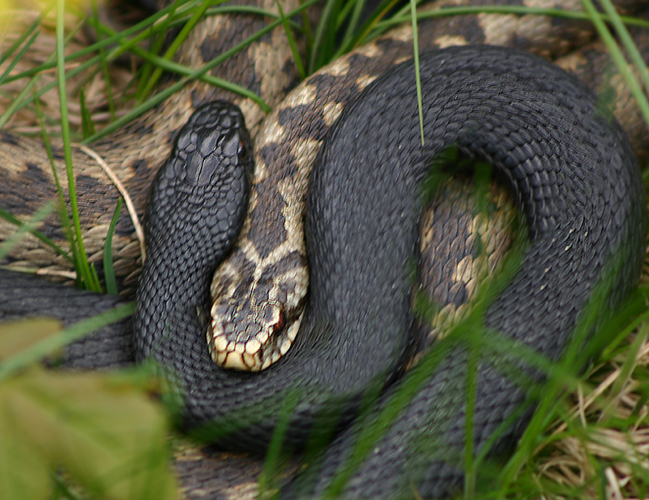
Melanistisch gefärbte schwarze „Höllenotter“ und zweifarbige Kreuzotter

Neben den gezeichneten Farbvarianten existieren auch einfarbige Exemplare der Kreuzotter. Die Höllenotter, im Alpenraum auch als Bergviper bekannt, ist eine schwarze Kreuzotter (melanistische Färbung). Genauso wie die Höllenotter wurde früher auch die Kupferotter, eine rein kupferfarbene Farbvariante, für eine eigene Art gehalten. Die meisten Exemplare der Höllen- (Bergviper) oder Kupferotter sind nicht von Geburt an schwarz beziehungsweise rot, sondern dunkeln beziehungsweise röteln in den ersten zwei Lebensjahren allmählich ein. Die Schwarzfärbung scheint in kühleren Gebieten, etwa in Nordeuropa, in Moorgebieten oder in Gebirgen, häufiger aufzutreten als in wärmeren Gebieten. Lokal können mehr als 50 % oder sogar 70 bis 95 % der Population melanistisch gefärbt sein. Teilmelanistische und auch albinotische Tiere sind dagegen sehr selten, allerdings ebenfalls dokumentiert.
Der Kopf weist meist die gleiche Grundfarbe wie der Körper auf, besonders bei den Weibchen kann das Rostrale und der Canthus rostralis leicht gelblich braun sein. Am Hinterkopf besitzen die Tiere eine x-förmige oder eine V-förmige Zeichnung mit zum Kopf weisender Spitze, die vom Zickzackband des Rückens getrennt ist. Über die Augen zieht sich ein breites Schläfenband bis zum Hals. Viperntypisch sind die senkrecht geschlitzten Pupillen, die von einer rostroten Iris umgeben sind. Die Bauchseite ist graubraun, schwarzbraun oder schwarz gefärbt und weist vor allem an der Kehle und in der Kinnregion häufig hellere Flecken auf. Die Unterseite der Schwanzspitze kann gelb, orange oder ziegelrot sein.

### Beschuppung

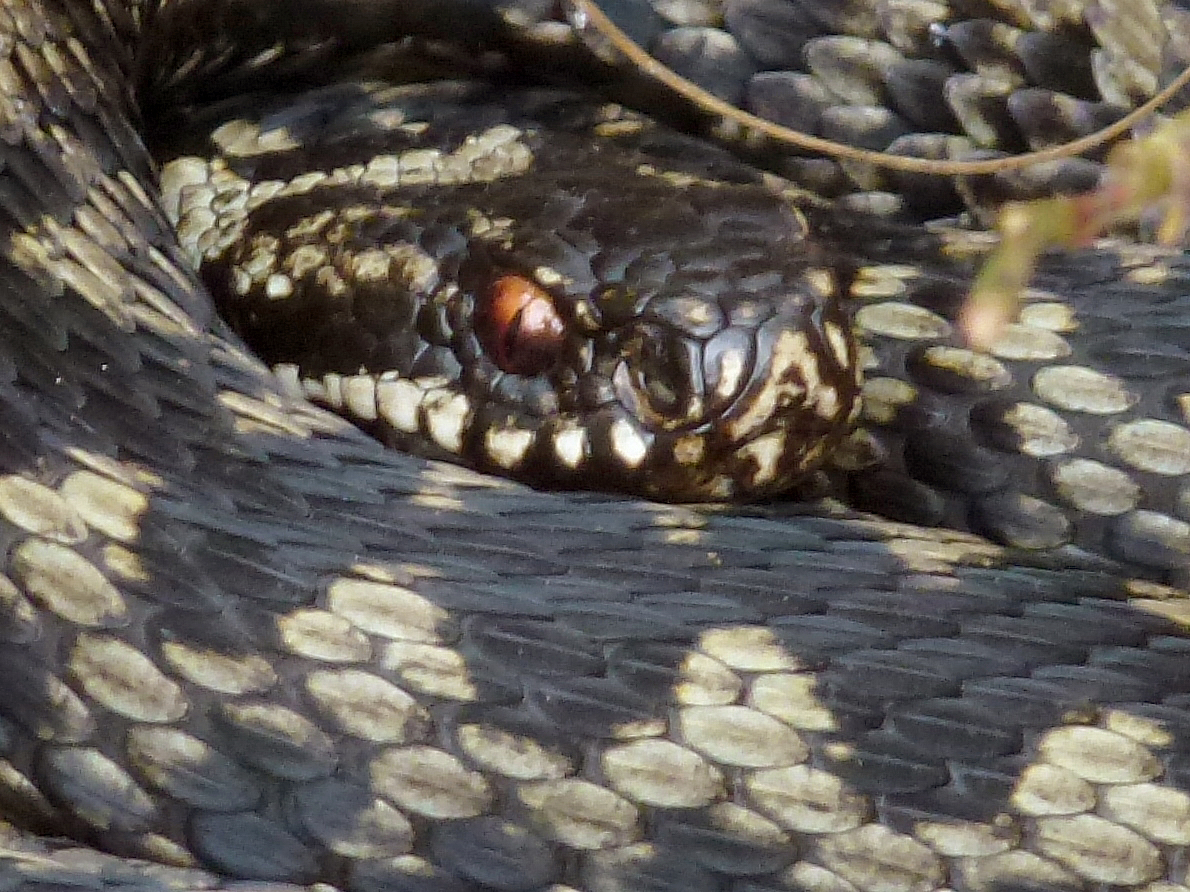
Gut erkennbar sind der Nasalschild sowie die gekielten Rückenschuppen

Die Rückenschuppen der Kreuzotter sind mit Ausnahme der untersten Reihe deutlich gekielt und haben eine raue Oberfläche. Um die Körpermitte befinden sich bei ihnen im Regelfall 21 Rückenschuppenreihen, in seltenen Fällen sind es 19 oder 23. Die Bauchseite wird bei Männchen von 132 bis 152 und bei Weibchen von 132 bis 158 Bauchschilden gebildet, denen sich der Analschild sowie 29 bis 48 (Männchen) bzw. 23 bis 43 (Weibchen) paarige Unterschwanzschilde anschließen.
Die Beschuppung des Kopfes kann bei der Kreuzotter sehr variabel sein. Die Kopfoberseite ist mit vielen kleinen Schuppen bedeckt, der unpaare Stirnschild (Frontale) sowie die paarigen Scheitelschilde (Parietale) sind allerdings groß und vollständig ausgebildet. Zwischen dem Auge und den acht bis neun, seltener sechs bis zehn, Oberlippenschilden (Supralabialia) besitzt die Schlange im Regelfall eine Reihe Unteraugenschuppen (Suboculare); in seltenen Fällen können zwei Reihen ausgebildet sein. Das Rostrale ist annähernd quadratisch und von oben gerade sichtbar. Das Nasenloch liegt vollständig in einem ungeteilten Nasalschild, welcher vom Rostrale durch ein Nasorostrale getrennt ist. Die Temporalia sind glatt und nur leicht gekielt. Der untere Mundrand wird von drei bis vier, selten von fünf Sublabialia gebildet.

### Karyotyp
Der Karyotyp der Kreuzotter entspricht mit 18 Chromosomenpaaren (2n = 36), wovon 8 sehr groß sind (Makrochromosomen), dem der meisten untersuchten Vipernarten. Als Ausnahmen hiervon sind bislang nur die Aspisviper (V. aspis) und die Europäische Hornotter (V. ammodytes) mit 21 Chromosomenpaaren (2n = 42) und 11 Makrochromosomensets bekannt. Weibchen besitzen zwei unterschiedliche Geschlechtschromosomen, die bei den Schlangen als Z- und W-Chromosom bezeichnet werden, während die Männchen zwei Z-Chromosomen besitzen.

## Verbreitung und Lebensraum

### Verbreitung

Verbreitungsgebiet der Kreuzotter in Europa

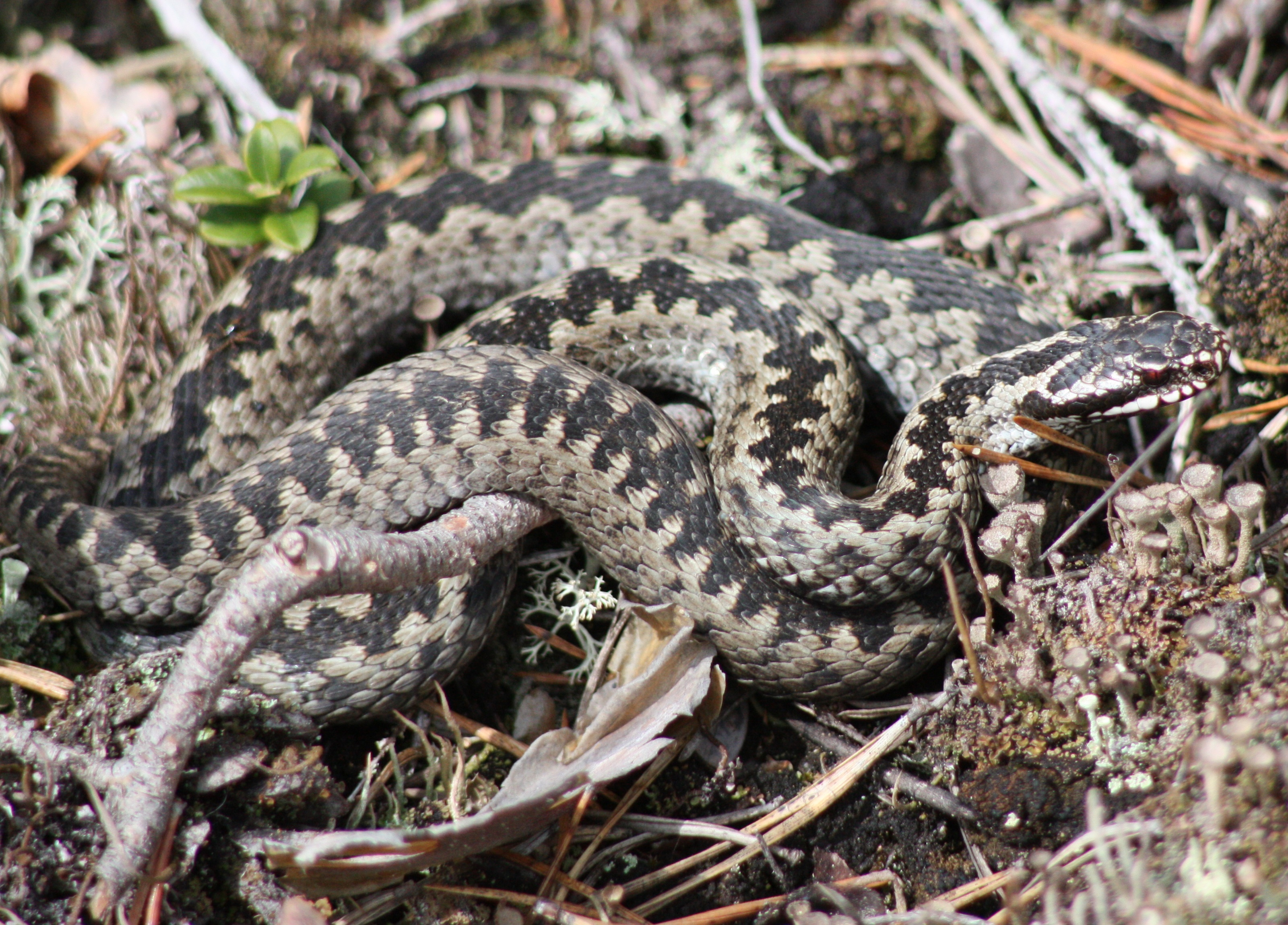
In nördlichen Habitaten (hier im nordfinnischen Haukipudas) sind besonders große Exemplare gefunden worden.

Die Kreuzotter besitzt von allen Vipern das größte und zugleich das nördlichste Verbreitungsgebiet, zudem ist sie die einzige Schlangenart, die auch nördlich des nördlichen Polarkreises angetroffen werden kann. Das Gebiet reicht von Mittel- und Nordeuropa einschließlich Großbritannien und Skandinavien über das Alpengebiet und den nördlichen Balkan, Polen, Ungarn, Tschechien sowie das gesamte nördliche Russland bis nach Sachalin im Osten Asiens. Weiterhin ist die Schlange auch in Nordkorea und im Norden der Mongolei sowie Chinas zu finden.
In Deutschland kommt sie schwerpunktmäßig im Norddeutschen Tiefland (besonders in Heidegebieten), in den östlichen Mittelgebirgen sowie in Teilen Süddeutschlands (z. B. Schwarzwald, Schwäbische Alb, Bayerischer Wald, Alpen mit Vorland) vor; dazwischen tun sich größere Areallücken auf, insbesondere in den klimatisch wärmeren Flusstälern. Auffallend ist das Fehlen in den klimatisch geeigneten westlichen Mittelgebirgen (Sauerland, Bergisches Land, Siegerland, Westerwald, Vogelsberg, Taunus, Hunsrück, Nordpfälzer Bergland, Pfälzer Wald und Odenwald). Weil die Art auch in den übrigen Gebieten in ihrem Bestand stark bedroht ist, steht sie in ganz Deutschland unter Naturschutz. Größere Populationen finden sich insbesondere auf Hiddensee und Rügen.
In Österreich ist die Kreuzotter in allen Bundesländern, außer Wien und Burgenland, verbreitet. In den Alpen besiedelt sie hier Gebiete bis zu einer Höhe von etwa 2500 Metern. Die Kreuzotter fehlt im pannonischen Tiefland und in Südostösterreich. Es existieren größere lokale Vorkommen im Mühl- und Waldviertel.
In der Schweiz tritt die Art vor allem im Alpengebiet auf, insbesondere im Osten. In den Westalpen ist sie deutlich seltener als die Aspisviper – denn größtenteils schließen sich die Lebensräume von Aspisviper und Kreuzotter gegenseitig aus. Sehr lokal beschränkt kommt sie im östlichen Tessin und in den Kantonen Graubünden, Bern, Waadt, Freiburg und Jura vor. Es ist noch nicht geklärt, ob die Kreuzotter je im Kanton Wallis heimisch geworden ist oder ob sie im Laufe der Zeit von der Aspisviper verdrängt wurde. Eine Kreuzotter im deutschsprachigen Wallis anzutreffen wäre jedenfalls eine große Überraschung.

### Lebensraum
Die Kreuzotter bevorzugt Habitate mit starker Tag-Nacht-Temperaturschwankung und hoher Luftfeuchtigkeit. Besiedelt werden zwergstrauchreiche Waldschneisen und Waldränder, Moore, Heiden, feuchte Niederungen, alpine Geröllfelder und Bergwiesen im Bereich der Baumgrenze. Im Gebirge trifft man die Schlange bis in Höhen von 2500 bis 3000 Metern an.

## Lebensweise

### Aktivität
Die Kreuzotter ist tagaktiv und verlagert ihre Aktivität nur bei sehr großer Hitze in die Dämmerung.  Morgens und am späten Nachmittag sucht sie geeignete Sonnenplätze auf und sonnt sich, die optimale Aktivitätstemperatur erreicht sie mit etwa 30 bis 33 °C. An schwülwarmen Tagen und nach längeren Regenperioden ist sie besonders aktiv, auf Wind reagiert sie dagegen sehr empfindlich. Bei Störung und Bedrohung flieht die Schlange unter Steine oder in die Vegetation. Wird sie in die Enge getrieben, kommt es zu Drohgebärden mit lautem Zischen sowie zu Bissen, wobei sie den Oberkörper nach vorne schnellen lässt.
Den Winter überbrückt die Kreuzotter durch eine vier- bis siebenmonatige, im äußersten Norden sogar bis zu achtmonatige Kältestarre. Dabei sucht sie geeignete Verstecke auf und überwintert häufig auch mit vielen weiteren Kreuzottern und auch anderen Reptilien in gemeinsamen Quartieren. In Deutschland beginnt die Winterstarre in der Regel Mitte bis Ende Oktober, in warmen Jahren auch erst Anfang November. Je nach Witterung und Höhenlage erscheinen in Deutschland die ersten Tiere ab Mitte Februar bis April, regional später, aus ihrer Kältestarre. Dabei erscheinen die Männchen im Schnitt zwei Wochen vor den Weibchen.

### Ernährung

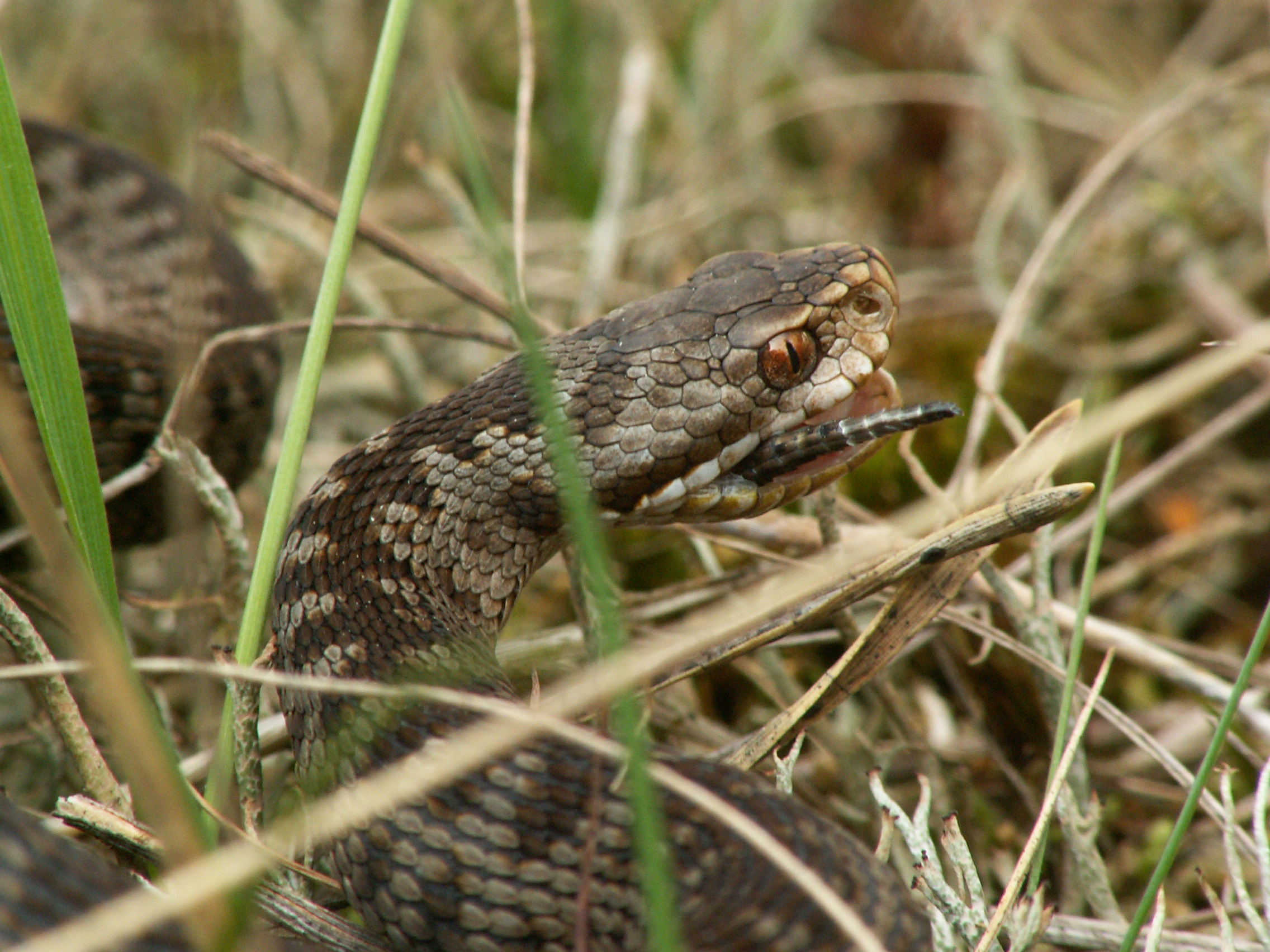
Kreuzotter verschluckt eine Waldeidechse (Zootoca vivipara)

Wie die meisten anderen Vipern ist die Kreuzotter ein Lauerjäger und nicht auf bestimmte Beutetiere spezialisiert. Die Beutetiere werden durch einen Biss attackiert, durch den das Viperngift in den Körper injiziert wird. Danach verharrt die Kreuzotter kurz und beginnt dann die Verfolgung des gebissenen Tieres, welches aufgrund der Giftwirkung sehr geschwächt wird und schließlich stirbt. Die Beutetiere werden vollständig verschluckt, meistens mit dem Kopf voran.
Die Kreuzotter jagt vor allem Kleinsäuger, Eidechsen sowie Frösche. Unter den Kleinsäugern bilden Langschwanzmäuse, Wühlmäuse und Spitzmäuse den größten Anteil  der Beutetiere. Das individuelle Beutespektrum ist dabei stark abhängig vom lokalen Angebot, wodurch die Hauptbeutetiere entsprechend stark variieren. So besteht etwa im Bereich der Schäreninseln in Südschweden eine starke Abhängigkeit von der Erdmaus (Microtus agrestis), in den Wäldern Mitteleuropas von der Rötelmaus (Clethrionomys glareolus) und in moorigen Feuchtgebieten von Braunfröschen wie dem Grasfrosch (Rana temporaria) und dem Moorfrosch (Rana arvalis). Die Jungschlangen ernähren sich im Gegensatz zu den adulten Tieren fast ausschließlich von jungen Braunfröschen und Waldeidechsen, weshalb diese Arten eine zentrale Rolle bei der Verbreitung der Kreuzotter spielen.

### Fortpflanzung und Entwicklung

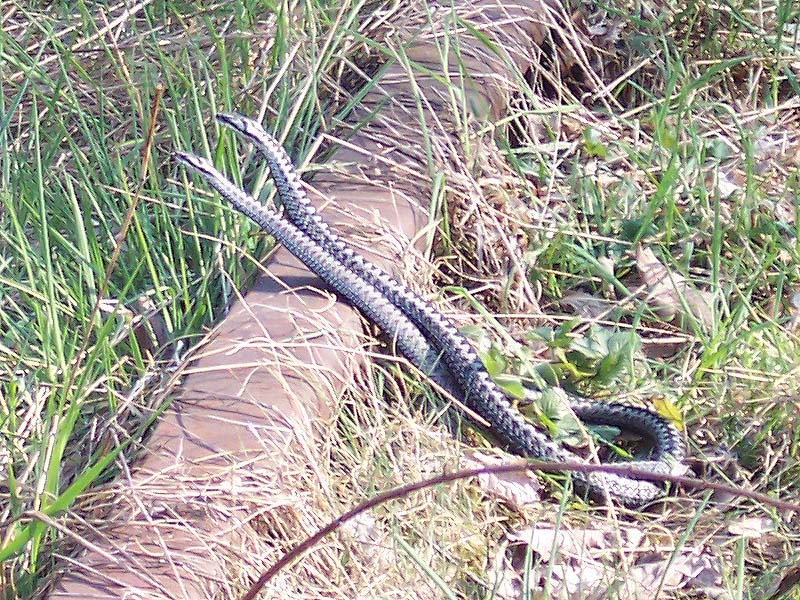
Kommentkampf zweier männlicher Kreuzottern

Die Kreuzottern paaren sich nach der Winterstarre und der Frühjahrshäutung im April bis Mai. Während der Paarungszeit tragen die konkurrierenden Männchen Kommentkämpfe aus, wobei die Rivalen den Vorderkörper aufrichten und versuchen, den Gegner zu Boden zu drücken. Der Paarung selbst geht ein langes Vorspiel voraus.
Die Kreuzotter gehört zu den wenigen ovoviviparen Reptilien, das heißt, sie brütet ihre Eier im Mutterleib aus. Diese Besonderheit ist als weitere Anpassung der Kreuzotter an kühle nördliche Habitate zu verstehen (siehe Verbreitungsgebiet), da auf diese Weise die Eier im Muttertier ständig den wärmenden Sonnenstrahlen ausgesetzt sind. In einem herkömmlichen Gelege wäre der Zeitraum mit ausreichend hohen sommerlichen Temperaturen für die Entwicklung der Jungtiere zu kurz. Die Eier bilden dabei nur eine dünne Eihaut aus, die während oder direkt nach der Geburt von den Jungschlangen durchstoßen wird. Wie bei allen Reptilien ernährt sich der Embryo dabei im Ei vom Eidotter. Der Mutterorganismus sorgt für den Gasaustausch.
Die Jungschlangen kommen zwischen August und Oktober zur Welt, sie sind dann knapp bleistiftgroß. Die durchschnittliche Wurfgröße liegt bei 5 bis 15, in seltenen Fällen sind es bis zu 20 Jungtiere. Die erste Häutung erfolgt kurz nach der Geburt, danach sind die Schlangen selbstständig aktiv und jagen nach jungen Fröschen und Eidechsen. Die Geschlechtsreife erlangen Kreuzottern mit drei bis vier Jahren.

### Feinde
Als Fressfeinde der Kreuzotter sind eine Reihe von Greifvögeln und Säugetieren von Bedeutung, aber auch einige wenige Reptilien.
Unter den Greifvögeln ist der Mäusebussard (Buteo buteo), die Wiesen- (Circus pygargus) und die Rohrweihe (Circus aeruginosus), der Schwarzmilan (Milvus migrans), der Schell- (Aquila clanga) und der Schreiadler (Aquila pomarina) sowie der Schlangenadler (Circaetus gallicus) als Schlangenjäger nachgewiesen. Auch der Uhu (Bubo bubo), die Rabenkrähe (Corvus corone), der Graureiher (Ardea cinerea), der Weißstorch (Ciconia ciconia), der Kranich (Grus grus) und das Haushuhn (Gallus gallus) können Kreuzottern erbeuten.
Unter den Säugetieren sind verschiedene Marderarten wie der Europäische Iltis (Mustela putorius), das Hermelin (Mustela erminea), der Europäische Dachs (Meles meles) oder das Feuerwiesel (Mustela sibirica) als Fressfeinde zu nennen. Auch der Rotfuchs (Vulpes vulpes), der Braunbrustigel (Erinaceus europaeus) und die Hauskatze sind von Bedeutung. Eine besondere Rolle spielt das Wildschwein (Sus scrofa), welches aufgrund der zunehmenden Bestände in weiten Teilen Mitteleuropas einen starken Prädationsdruck auf Schlangenpopulationen bewirkt. So konnte für den Zentralapennin in Italien nachgewiesen werden, dass die Schlangendichte in wildschweinfreien Gebieten bis zu dreimal so hoch ist wie in vergleichbaren Gebieten mit Wildschweinen.
Unter den Reptilien kommen die Ringelnatter (Natrix natrix) und die Würfelnatter (Natrix tessellata) vor allem für Jungschlangen als Fressfeinde in Frage. Beide Arten werden jedoch umgekehrt auch von ausgewachsenen Kreuzottern erbeutet.

## Evolution und Systematik

### Forschungsgeschichte
Die wissenschaftliche Erstbeschreibung der Kreuzotter erfolgte durch Carl von Linné 1758 in seiner zehnten Auflage des Systema naturae unter den zwei unterschiedlichen Namen Coluber Berus und Coluber chersea sowie 1761 in der Folgeauflage zusätzlich unter Coluber prester. Albertus Seba benutzte bereits 1734 und damit vor Einführung des binominalen Benennungssystems Linnés den Gattungsnamen Vipera, den Josephus Nicolaus Laurenti 1764 bestätigte. François-Marie Daudin führte den noch heute gültigen Artnamen Vipera berus 1803 ein.

### Aktuelle Systematik

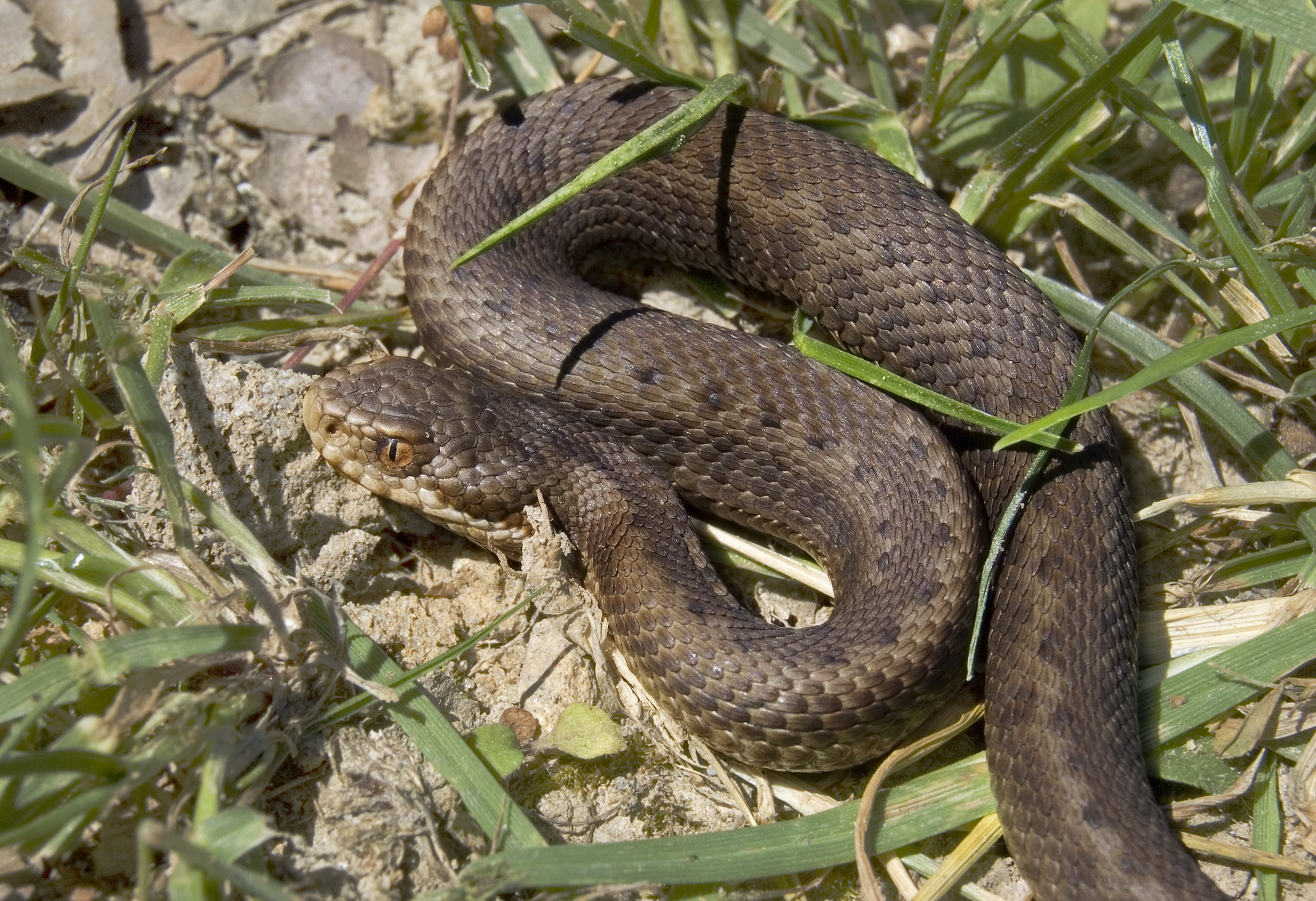
Sehr eng verwandt mit der Kreuzotter ist die Nordiberische Kreuzotter (Vipera seoanei).

Die heutige Abgrenzung der Kreuzotter gegenüber ähnlichen Arten erfolgt vor allem über die Beschuppung (Pholidose), insbesondere über die Beschilderung der Kopfoberseite. So sind etwa die bei der Nordiberischen Kreuzotter (Vipera seoanei) weitgehend aufgelösten Schilde der Kopfoberseite (Frontale und Parietale) bei der Kreuzotter fast vollständig vorhanden. Auch Unterschiede auf molekularer Ebene sowie in der Giftzusammensetzung begründen die Artunterscheidung.
Die Kreuzotter wird systematisch in die Gattung Vipera und dort häufig gemeinsam mit einigen weiteren Arten in die Untergattung Pelias eingeordnet. Über einen Vergleich der mitochondrialen DNA (mtDNA) im Jahr 2000 konnte die nahe Verwandtschaft der Nordiberischen Kreuzotter mit der Kreuzotter bestätigt werden. Hier stellten beide Arten Schwesterarten dar. Die nächsten Verwandten waren nach der Analyse die Westliche Kaukasusotter (V. dinniki) sowie die Europäische Hornotter (V. ammodytes). Die Analyse umfasste allerdings nicht alle Arten der Gattung Vipera, sodass sich keine phylogenetischen Schlüsse für die gesamte Gattung ableiten lassen. Svetlana Kalyabina et al. stellten 2002 eine Verwandtschaftsanalyse auf der Basis von mitochondrialer DNA vor, nach der die Kreuzotter gemeinsam mit der Waldsteppenotter (V. nikolskii), Barans Viper (V. barani) und der Pontischen Viper (Vipera pontica) eine monophyletische Gruppe bildet, deren Schwesterart die Nordiberische Kreuzotter ist. Bis 1986 waren die Waldsteppenotter, Barans Viper und Pontische Viper nahezu einhellig als Kreuzotternrassen eingeordnet worden, die von V. N. Grubant und A. V. Rudaeva postulierte Eigenständigkeit als Arten ist bis heute unter Systematikern umstritten.
Folgende Unterarten der Kreuzotter werden unterschieden:
- Vipera berus berus (Linnaeus, 1758)
- Vipera berus bosniensis (Boettger, 1889)
- Vipera berus sachalinensis Tzarevsky, 1917

### Historische Biogeographie
Im Gegensatz zu den meisten anderen Vipern liegen im Fall der Kreuzotter gute Fossilbefunde vor, die sowohl die Rekonstruktion der Abstammungslinien als auch der biogeographischen Entwicklung ermöglichen. Die ältesten eindeutig der Kreuzotter zuzuordnenden Fossilien stammen aus dem frühen Miozän und wurden in Langenau im unteren Orleanium sowie im Randecker Maar im mittleren Orleanium gefunden. Aus dem mittleren und späten Miozän stammen Funde aus Ost- und Mitteleuropa und für das Pleistozän ist die Kreuzotter in einem Großteil ihres heutigen Verbreitungsgebietes dokumentiert. Dabei sind vor allem Funde aus Polen, Ost-England, Österreich, Rumänien und Deutschland zu erwähnen.
Neben den Fossilien helfen molekularbiologische Daten zur Rekonstruktion der historischen Biogeographie und der Verbreitung im Pleistozän. Durch eine systematische Analyse von genetischem Material von Schlangen im gesamten Verbreitungsgebiet konnte dargestellt werden, wie die Besiedlung Europas durch die Kreuzotter nach der Weichseleiszeit mit ihrer großflächigen Vereisung des europäischen Kontinents erfolgte. Die Studie kommt zu dem Ergebnis, dass diese Besiedlung von drei getrennten Gründerpopulationen ausging, die in unterschiedlichen Rückzugsgebieten lebten.

## Schlangengift

### Toxizität und Symptome

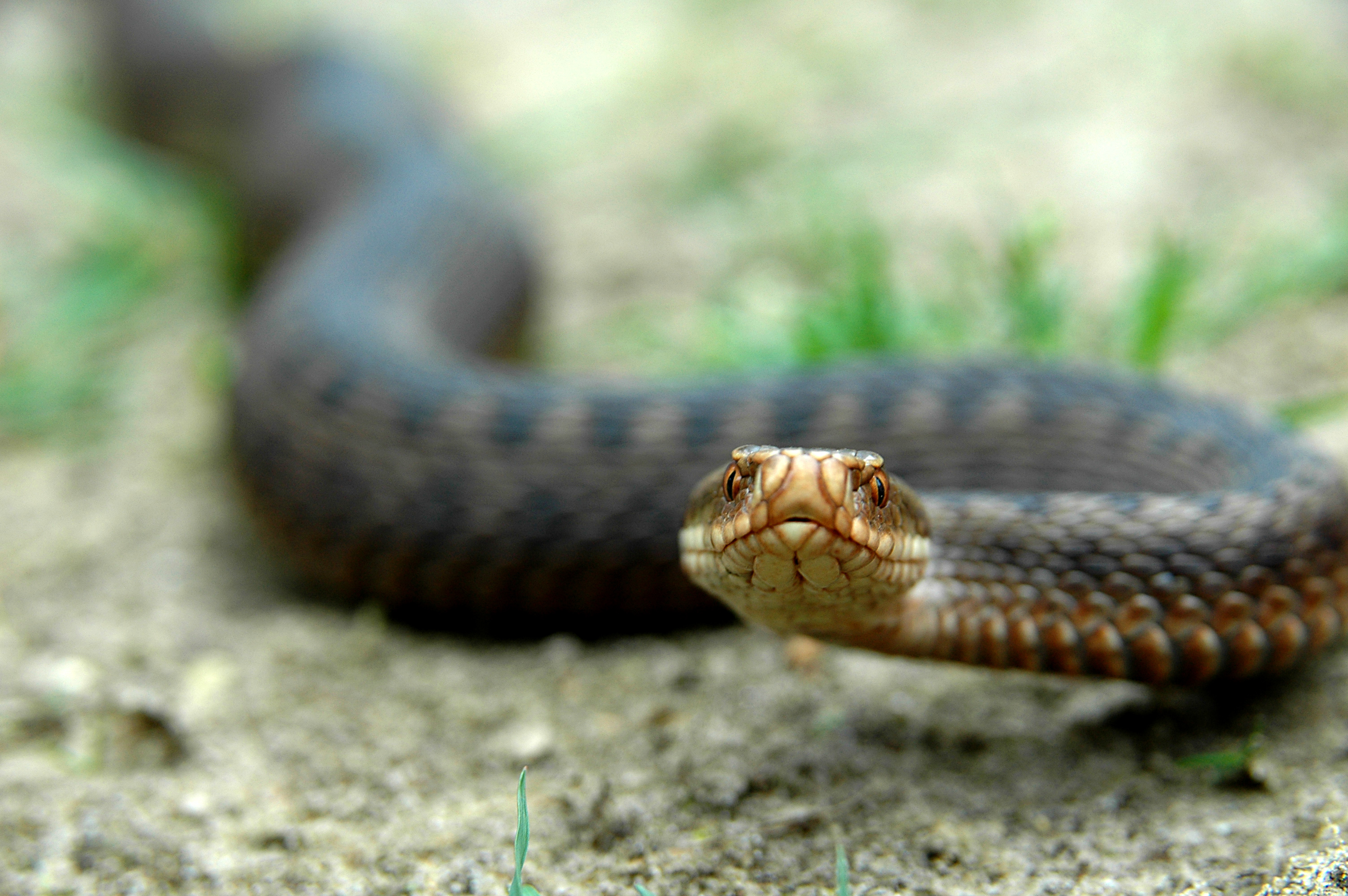
Kreuzotter in Drohstellung

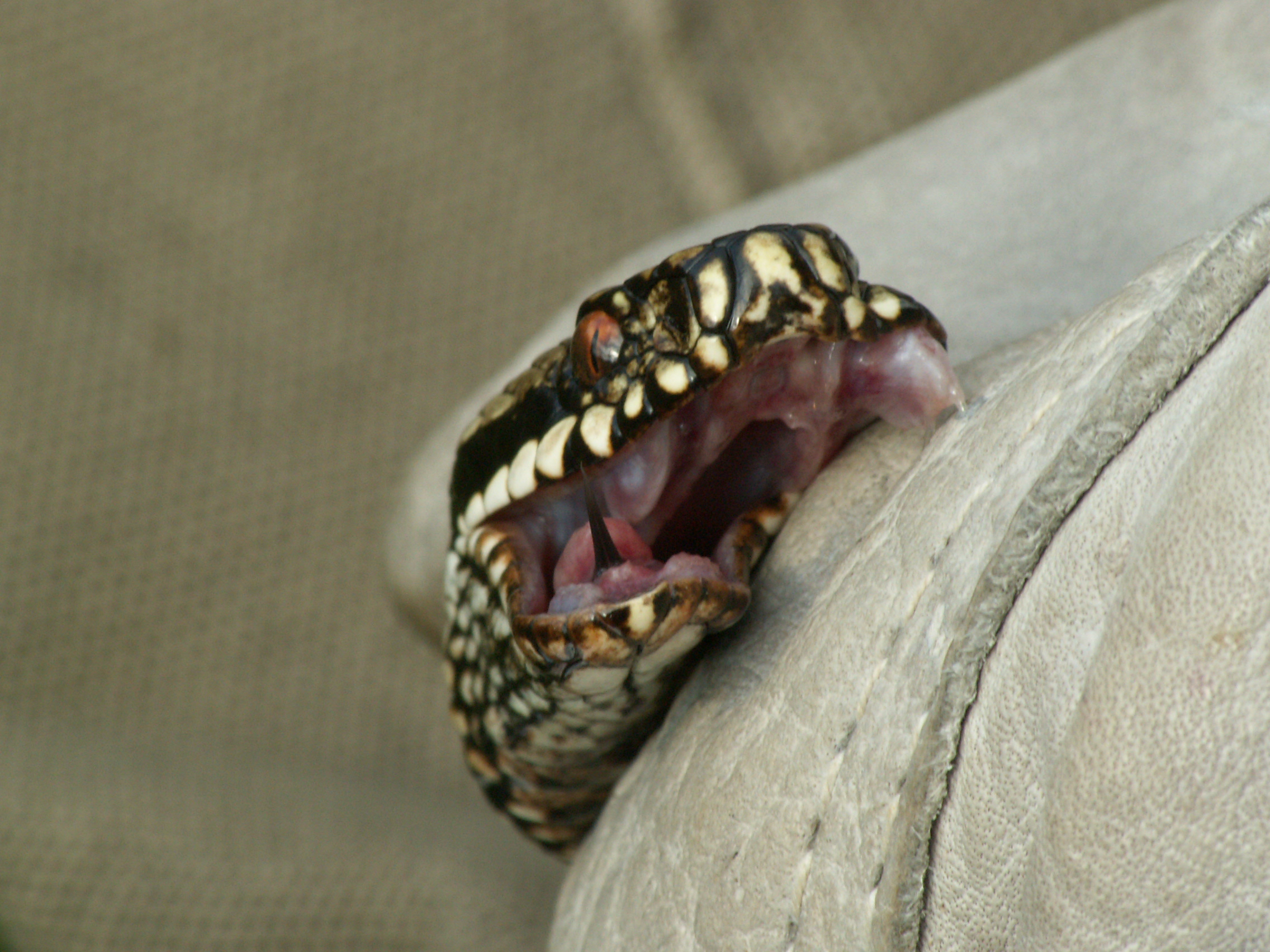
Fühlt sie sich bedroht, beißt die Kreuzotter – gut sichtbar ist der linke Giftzahn.

Kreuzottern sind sehr scheu. Bei Gefahr flüchten sie sofort. Ein Zubiss erfolgt nur dann, wenn man sie massiv bedroht, sie anfasst oder auf sie tritt, so dass von einem Kreuzotterbiss vor allem Beerensammler und Waldarbeiter betroffen sein können. Der LD50-Wert des Giftes liegt für eine subkutane Injektion bei etwa 6,45 mg (Milligramm) pro Kilogramm Körpermasse und bei einer Injektion in ein Blutgefäß bei rund 0,55 mg pro Kilogramm Körpermasse. Für eine Person mit 75 kg (Kilogramm) Körpermasse beträgt eine tödliche Dosis 483,75 mg beziehungsweise 41,25 mg des Giftes, was fünf durchschnittlichen Kreuzotternbissen entspricht. Daher sind Todesfälle allein durch Kreuzotterbisse unwahrscheinlich. Da die Kreuzotter das giftige Sekret, das sie zum Jagen von Mäusen, Fröschen, Blindschleichen oder anderen Tieren benötigt, nicht einfach verschwendet, verwendet sie von ihrem geringen Vorrat bei einem Großteil der Verteidigungsbisse zudem entweder gar kein oder nur sehr wenig Gift.
Obwohl das Gift der Kreuzotter etwa zwei- bis dreimal giftiger ist als das der Diamant-Klapperschlange (Crotalus adamanteus), ist ein Biss auf Grund ihres geringen Giftvorrats von nur 10 bis 18 mg Trockengewicht in der Regel nur für Kinder und ältere Menschen gefährlich. Die Symptome des Bisses äußern sich folgendermaßen: Rund um die Bissstelle entsteht etwa eine Stunde später eine große Schwellung. Durch Nervengifte kann es zu Atemnot und Herzbeschwerden kommen. Der Biss einer Kreuzotter kann darüber hinaus auch zu Lähmungen führen. Wegen des blutzersetzenden Teils des Sekretes ist es möglich, dass sich die Zone nahe der Bissstelle bläulich verfärbt.
Oft treten diese Symptome jedoch nicht auf, und auch die Schmerzen des Bisses halten sich zumeist in Grenzen, so dass  Menschen manchmal  nichts davon merken, wenn sie gebissen werden. Auf der anderen Seite sind aber gravierende Fälle dokumentiert: So mussten zwischen 2003 und 2009 allein auf der Insel Hiddensee insgesamt 23 Personen nach jeweils einem Kreuzotterbiss mehrere Tage im Krankenhaus behandelt werden, zwei von ihnen bedurften einer intensivmedizinischen Behandlung.

### Epidemiologie
Zwischen 1959 und 2003 sind in Deutschland keine Todesfälle nach einem Kreuzotterbiss bekannt geworden. Im Jahr 2004 starb eine 81-jährige Frau auf der Insel Rügen nach dem Biss einer schwarzen Kreuzotter.

## Mensch und Kreuzotter

### Gefährdung und Schutz
Die Art als solche ist nicht gefährdet (IUCN Least Concern). Gefährdungen für die Bestände der Kreuzotter gehen vor allem von Beeinträchtigungen der Lebensräume aus, etwa durch die Verbuschung oder Aufforstung von Sonnenplätzen oder durch Bewirtschaftungs- bzw. Baumaßnahmen in Heide- und Waldrandgebieten. In Ostdeutschland werden insbesondere durch die Abkehr von der Kahlschlagwirtschaft sonnige Bereiche, die sonst als Frühjahrssonn- und Paarungsplätze genutzt wurden, im Wald immer seltener. In diesen Wäldern bedarf es deshalb aktiver Biotopentwicklungsmaßnahmen zum Schutz der Kreuzotter. Ein weiterer Grund für die starke Gefährdung der Kreuzotter ist die zunehmende Zerschneidung der Wälder durch Fernstraßen. Den eingeschlossenen Populationen droht die genetische Verarmung und langfristig das lokale Aussterben.
In früheren Jahrzehnten wurden viele Populationen durch massenhaftes Töten von Tieren (gefördert durch staatliche „Kopfprämien“ pro erlegtem Exemplar) erheblich reduziert. Durch Wiedervernässungsmaßnahmen in teilabgetorften Hochmooren werden Reptilien oft in die Randbereiche verdrängt.
Gesetzlicher Schutzstatus (Auswahl)
- Fauna-Flora-Habitat-Richtlinie (FFH-RL): nicht aufgeführt
- Bundesartenschutzverordnung (BArtSchV): Anlage 1
- Bundesnaturschutzgesetz (BNatSchG): besonders geschützt

Nationale Rote Liste-Einstufungen (Auswahl)
- Rote Liste Bundesrepublik Deutschland: 2 – stark gefährdet
- Rote Liste Österreichs: VU (entspricht: gefährdet)
- Rote Liste der Schweiz: EN (entspricht: stark gefährdet)

Wie alle europäischen Schlangenarten ist sie im Anhang II der Berner Konvention (Übereinkommen über die Erhaltung der europäischen wildlebenden Pflanzen und Tiere und ihrer natürlichen Lebensräume) verzeichnet und genießt dadurch innerhalb der Europäischen Union strengen Schutz. Die Tiere dürfen weder getötet noch gefangen werden; Halter dieser Schlangenart müssen entsprechende Herkunfts- und Nachzuchtsbestätigungen vorlegen.

### Kulturgeschichte
Im Volk entstand auch der Aberglaube, dass rote oder schwarze Kreuzottern besonders giftig seien.
Vielfach wurde die Kreuzotter auch als Arzneimittel für Mensch und Tier gefangen. So wurden etwa in Litauen zerstückelte Kreuzottern an Schweine verfüttert, in dem Glauben, dass diese dadurch besser wüchsen.

## Belege